# General Electric J79
Il General Electric J79 è un motore aeronautico turbogetto prodotto a partire dagli anni cinquanta negli Stati Uniti dalla General Electric Aircraft Engines e, sotto licenza, in diversi altri paesi nel mondo.
Fu installato su diversi modelli di aerei da caccia e bombardieri. Una versione civile semplificata, denominata General Electric CJ805, fu utilizzata sul Convair 880, mentre la versione turbofan "CJ805-23" venne installata sull'aereo da trasporto Convair 990 e su un unico Sud Aviation Caravelle utilizzato come prototipo per il mercato statunitense.

## Storia
Il J79 nasce negli anni cinquanta da una costola del programma di sviluppo del motore J73, conosciuto in origine come X24A, in seguito alla richiesta di un motore meccanicamente semplice, di basso peso ma con elevata spinta, che potesse essere utilizzato in crociera a Mach 0,9 ed a Mach 2 in combattimento.

### Sviluppo
Il primo volo di prova del motore venne effettuato il 20 maggio 1955, montato su una gondola che poteva essere estratta dalla stiva di un B-45C spinto da motori J47. Una volta in volo, il J79 fu estratto dalla stiva e provato nelle varie condizioni di funzionamento, confermando i risultati ottenuti al banco. Furono anche spenti i quattro J47, lasciando volare il B-45 con il solo J79 acceso.
Il primo volo dopo la certificazione del motore fu condotto l'8 dicembre 1955, a bordo del secondo esemplare di pre-produzione di un Douglas F4D Skyray al posto del motore originale Westinghouse J40. Il successivo modello di aeroplano a volare con il J79 fu l'YF-104, seguito da un Grumman F11F Tiger rimotorizzato nell'ambito di un programma di ricerche sponsorizzato dalla US Navy per accumulare esperienza prima del primo volo dell'F4H (F-4).

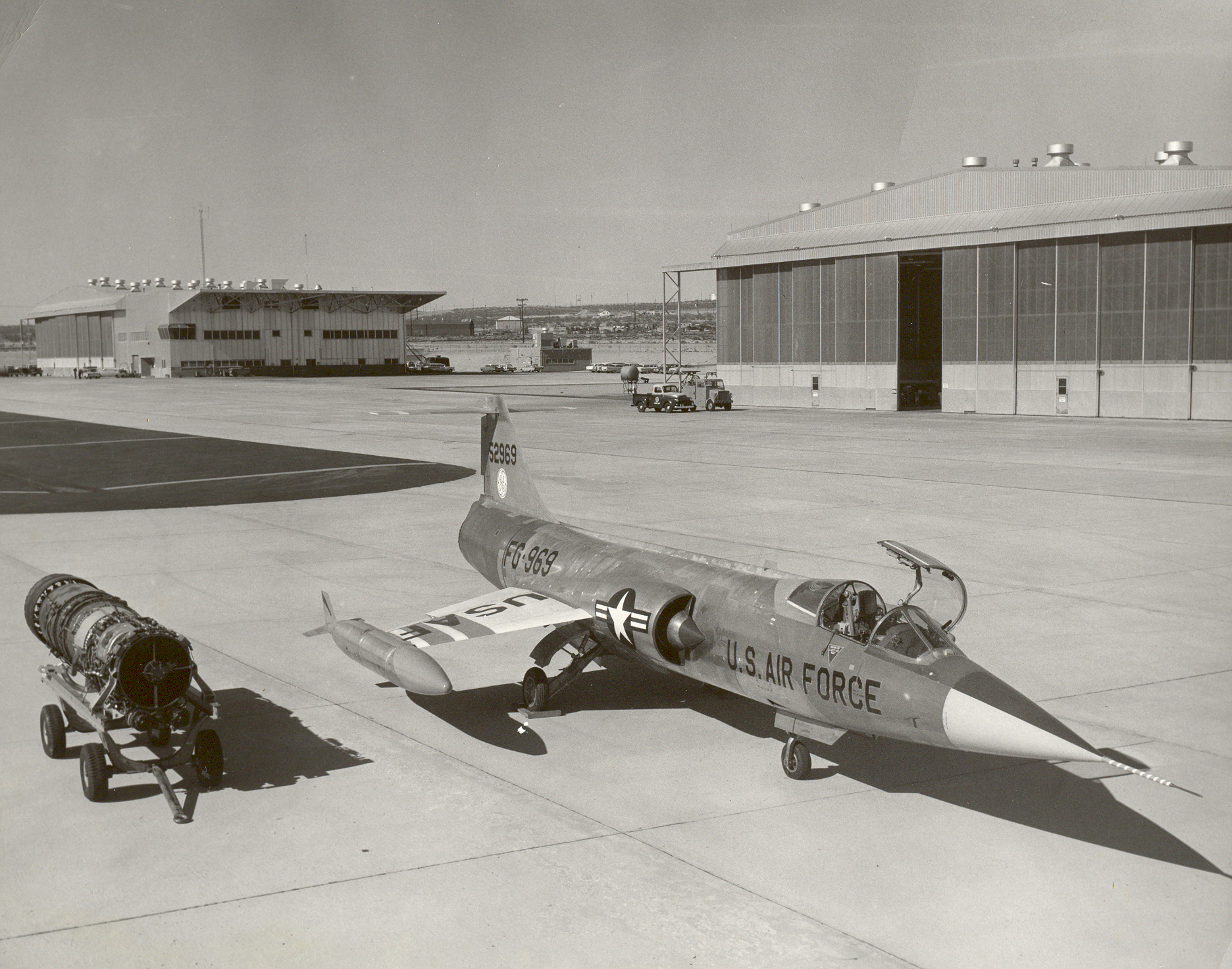
Un J79-GE-3 con un YF-104A Starfighter

Il J79 venne impiegato sull'F-104 Starfighter, sul B-58 Hustler, sull'F-4 Phantom II, sull'A-5 Vigilante, e sull'IAI Kfir. La sua produzione è durata più di 30 anni, con oltre 17000 esemplari costruiti negli Stati Uniti e, su licenza, in Belgio, Canada, Germania, Israele, Italia e Giappone.
Nel 1977 venne avviato un progetto che prevedeva l'installazione di un J79-GE-119 su una versione di F-16A/B opportunamente modificata per l'esportazione. Il prototipo volò per la prima volta il 29 ottobre 1980, ma nonostante il relativamente basso costo di commercializzazione non suscitò l'interesse di alcun cliente ed il programma venne cancellato.
Alla fine degli anni sessanta il J79 venne rimpiazzato nei nuovi aerei caccia da turbofan con postbruciatore tipo il Pratt & Whitney TF30 montato sull'F-111 e sull'F-14, o i turbofan di nuova generazione come il Pratt & Whitney F100 usato sull'F-15 Eagle che offrivano una migliore efficienza in crociera.

### Tecnica

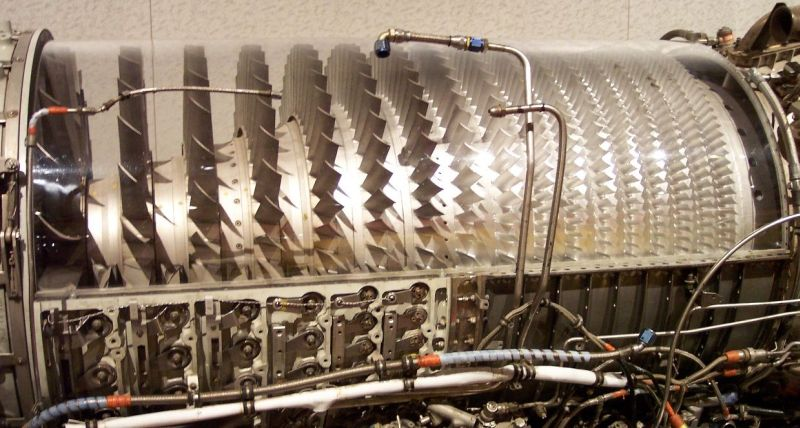
I 17 stadi di un compressore del J79

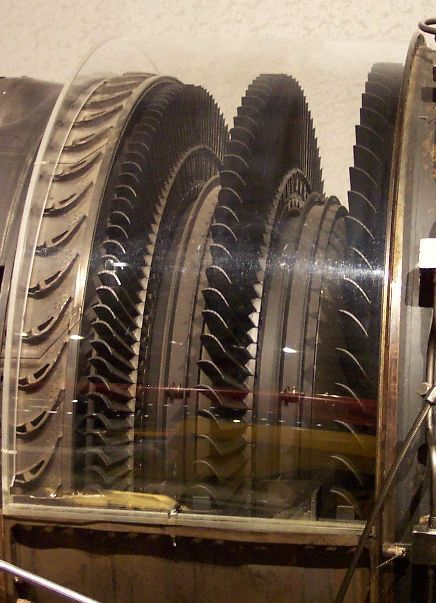
I tre stadi della turbina di un J79

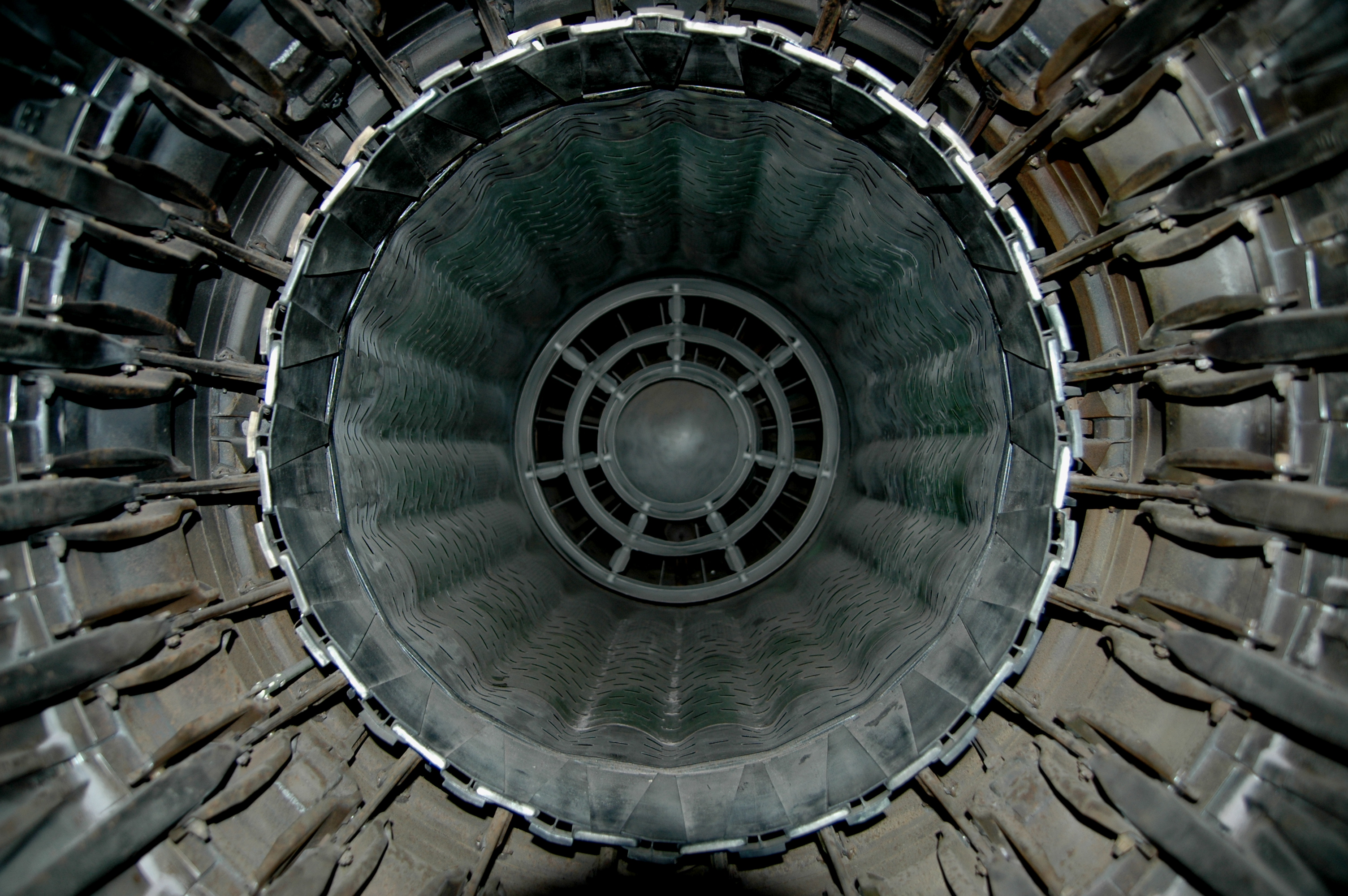
Dettaglio dell'ugello di scarico a geometria variabile di un J79. Al centro dell'immagine si notano gli anelli per la stabilizzazione della fiamma del postbruciatore

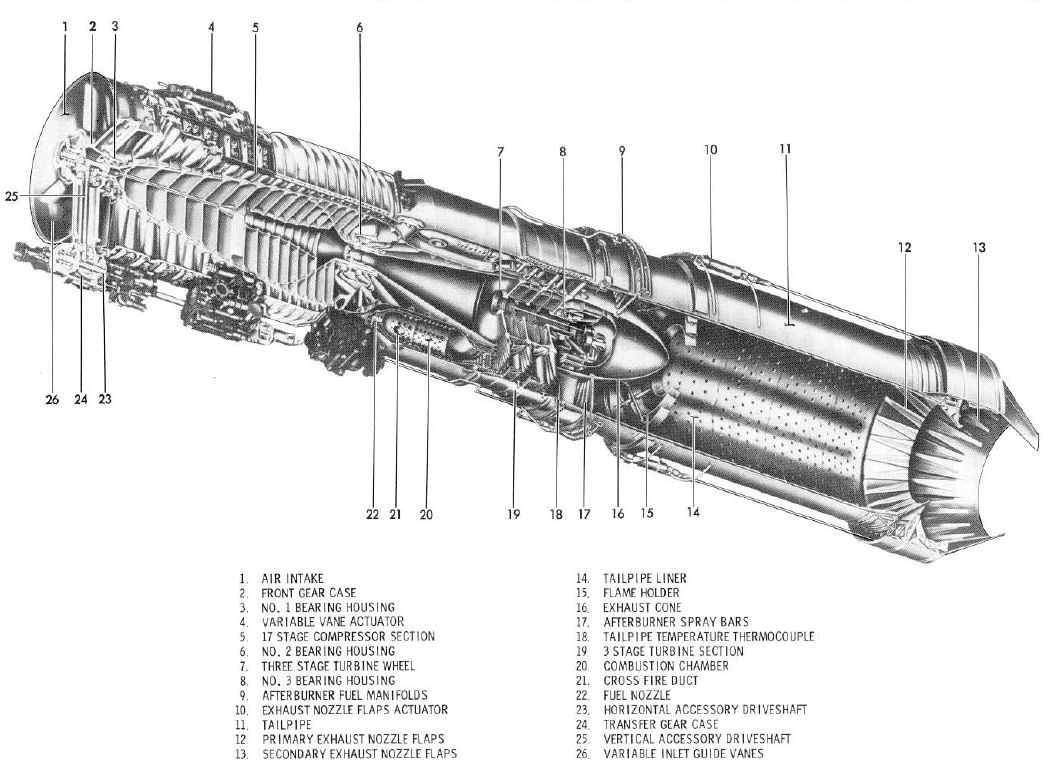
Disegno di un J79

Il J79 è un turbogetto a singolo albero con un compressore a flusso assiale a 17 stadi con un sistema di statori ad angolo di calettamento variabile. Un ugello a geometria variabile consentiva l'ottimizzazione della spinta e dei consumi per i diversi regimi di funzionamento. La particolare configurazione necessaria al movimento dei "petali" dell'ugello di scarico era anche responsabile del caratteristico "lamento", simile ad un ululato del vento, che compariva a determinati regimi di funzionamento, tanto da portare la NASA a soprannominare il suo F-104B "Howling Howland".
Le 10 camere di combustione tubolari erano tra loro in comunicazione e contenute all'interno di un involucro anulare, soluzione precedentemente introdotta sul J73. Fu anche il primo motore della GE ad impiegare il titanio, pur se in misura limitata, per ridurre il peso.
La versione turboalbero del J79 era l'LM1500, usato per applicazioni marine e terrestri. Molti motori derivati dal J79 sono stati utilizzati come generatori di potenza in luoghi remoti per l'alimentazione di oleodotti o gasdotti.
I due derivati commerciali del J79 furono il CJ805-3 (un motore senza postbruciatore ma equipaggiato con inversori di spinta e soppressore di rumore), ed il CJ805-23 (con un fan montato posteriormente ed inversori di spinta), installati sul Convair CV-880 e sul Convair CV-990.

## Varianti
- XJ79-GE-1 Prototipo per prove al banco ed in volo. Effettuò il primo test l'8 giugno 1954 e generava una spinta di 14350 lbf con postbruciatore.[9]
- J79-GE-2 and -2A Installato sull'F-4H-1 (F-4A) Phantom, 71,6 kN (16 100 lbf) di spinta con postbruciatore.
- J79-GE-3 Usato sull'YF-104A, l'F-104A e l'F-11F-1F Super Tiger
- J79-GE3A YF-104A, F-104A e F-104B.
- J79-GE-3B F-104A e F-104B.
- J79-GE-5A B-58 Hustler 69,3 kN (15 600 lbf) di spinta con postbruciatore.
- J79-GE-7A F-104C, F-104D e F-104F.
- J79-OEL-7 GE-7 prodotto su licenza dalla Orenda Engines per il Canadair CF-104.
- J79-GE-8, -8A e -8B A-5 Vigilante e F4H-1 (F-4B) con 75,4 kN (16 950 lbf) di spinta con postbruciatore.
- J79-GE-10 F-4J, 79,379 kN (17 900 lbf) di spinta con postbruciatore.
- J79-GE-11A F-104G e TF-104G. 69 kN (15 600 lbf) con postbruciatore. Molti motori -11 vennero prodotti su licenza in Europa all'interno di un vasto consorzio di produzione dell'F-104, di cui l'Alfa Romeo, la Fiat e la Fabrique Nationale furono i principali fornitori.
- J79-IHI-11A GE-11A prodotto su licenza in Giappone dalla Ishikawajima-Harima Heavy Industries Co., Ltd per gli F-104J e F-104DJ Starfighter prodotti anche loro in licenza.
- J79-MTU-J1K Versione migliorata e prodotta su licenza del GE-11A dalla MTU Aero Engines in Germania.
- J79-GE-15 F-4C, RF-4C, F-4D.
- J79-GE-17 F-4E 79,379 kN (17 900 lbf) di spinta con postbruciatore.
- J79-GE-19 Aeritalia F-104S; usato anche nella rimotorizzazione degli F-104A del 319th Fighter Interceptor Training Squadron.
- J79-GE-J1E Costruito su licenza in Israele con 83,4kN (18 750 lbf) per l'IAI Kfir.

## Velivoli utilizzatori
Stati Uniti
- Convair 880
- Convair 990
- Convair B-58 Hustler
- General Dynamics F-16 /79
- Grumman F11F-1F Super Tiger
- Lockheed F-104 Starfighter
- McDonnell Douglas F-4 Phantom II
- North American A-5 Vigilante

 Israele
- IAI Kfir

## Veicoli da primato
- Green Monster
- Spirit of America - Sonic 1